# Meritmind
Meritmind är ett svenskt konsultföretag inom ekonomiområdet grundat år 2000 av Helena Casserlöv-Kvist. 
Företaget tillhandhåller kvalificerade chefer och specialister genom interimslösningar och rekrytering. Meritminds rådgivningsverksamhet bistår nu också med hjälp inom ekonomistyrning och verksamhetsutveckling.
Meritmind består förutom av Meritmind AB av systerbolagen Meritmind Resources AB. Meritmind Resources AB grundades 2010 med ambitionen att erbjuda den kompetens som utgör grunden till en väl fungerande ekonomifunktion och har sedan dess arbetat med många av Sveriges största företag.[källa behövs]
Meritmind har kontor i Stockholm, Göteborg, Malmö, Uppsala, Linköping, Västerås och Jönköping. 
Meritmind sysselsätter ca 450 personer och omsätter ca 490 Mkr/år. 
Meritmind har fått utmärkelserna Gasellföretag av Dagens Industri (2009), Superföretag av Veckans Affärer (2009), samt Snabbväxare på Tillväxtlistan av Ahrens & Partners (2013). Helena Casserlöv-Kvist blev Årets företagerska 2011 (Beautiful Business Award), en av Sveriges mäktigaste kvinnliga entreprenörer (Veckans Affärer 2014, 2015, 2016, 2017) samt nominerad till Alla tiders entreprenör (SvD 2014).”